# World Jump Day
World Jump Day – zapowiadane na 20 lipca 2006, (godz 11:39.13 GMT – w Warszawie +1 = 12:39.13) wydarzenie, polegające na jednoczesnym podskoku dużej liczby osób.  
Celem miałaby być zmiana orbity Ziemi i zapobieżenie globalnemu ociepleniu. 
Efekt taki jest niezgodny z prawami fizyki.